# ヘリケ (衛星)
ヘリケ（英語：Helike、確定番号：Jupiter XLV）は、木星の第45衛星である。
2003年2月6日に、スコット・S・シェパード（Scott S. Sheppard）が率いるハワイ大学の観測チームによって発見され、S/2003 J 6 という仮符号が与えられた。観測には、すばる望遠鏡、カナダ・フランス・ハワイ望遠鏡、ハワイ大学の望遠鏡が用いられた。その後2005年3月30日に、ギリシア神話で赤ん坊のころのゼウスを育てた2人のニンフの1人ヘリケーに因んで命名され、Jupiter XLV という確定番号が与えられた。
ヘリケの見かけの等級は22.6であり、アルベドを0.04と仮定した場合、エウアンテの直径は 4 km と推定される。また、密度を 2.6 g/cm3 と仮定した場合、質量は 9.0 ×1013 kg と推定される。ヘリケは、木星から1930万kmと2270万kmの間の距離を逆行軌道で公転し、軌道傾斜角が 150° 前後の不規則衛星のグループであるアナンケ群に属している。